# Arma letale (serie di film)

Logo ufficiale della saga

Murtaugh (Danny Glover), Riggs (Mel Gibson) e Getz (Joe Pesci) in una scena di Arma letale 2 (1989)

Arma letale (Lethal Weapon) è una saga cinematografica poliziesca e d'azione, con protagonisti Mel Gibson e Danny Glover nei panni del poliziotto Martin Riggs e il sergente Roger Murtaugh.
La saga è composta da quattro film, tutti diretti da Richard Donner, e da una serie TV reboot.

## Film

### Arma letale(1987)
Roger Murtaugh (Glover) è un sergente del Los Angeles Police Department, alle prese con debiti in banca e problemi con i figli e l'età. Un giorno gli viene affidato come compagno di pattuglia Martin Riggs (Gibson), reduce dalla morte della moglie in un incidente stradale, detto "Arma letale" perché è così determinato nel suo lavoro da rappresentare un pericolo per sé stesso e anche per i colleghi. I due iniziano a lavorare sull'apparente suicidio di Amanda Hunsaker, figlia di un ricco uomo d'affari, che con Murtaugh aveva partecipato alla guerra del Vietnam. Presto Murtaugh e Riggs scoprono che la famiglia Hunsaker era coinvolta in traffici di eroina guidati da un ex generale (Mitchell Ryan) e da un complice (Gary Busey).

### Arma letale 2(1989)
Durante un inseguimento, Riggs e Murtaugh si scontrano con un'auto piena di monete d'oro illegali, provenienti dal Sudafrica. Decidono però di dedicarsi ad un caso meno pericoloso, proteggendo Leo Getz (Joe Pesci), un improbabile e chiassoso informatore della polizia. In seguito scoprono che Getz era coinvolto anche lui negli affari sporchi sudafricani, e così si danno da fare per un contrabbando che riguarda diplomatici del Paese africano a Los Angeles. C'è un riferimento al primo film, in cui Riggs scopre che tra i contrabbandieri c'è anche l'assassino di sua moglie.

### Arma letale 3(1992)
Murtaugh, a tre giorni dalla pensione, e il collega Riggs indagano sul furto di un camioncino portavalori. A un certo punto si trovano nel mezzo di un'altra indagine del dipartimento degli Interni, guidata dalla sergente Lorna Cole (Rene Russo). L'indagine riguarda un poliziotto corrotto (Stuart Wilson) che ruba armi per poi rivenderle al mercato nero. Murtaugh è anche costretto a sparare ad un ragazzino, che si rivela essere un amico di suo figlio, fatto questo che invoglia il poliziotto a catturare il suo capo e a rimandare la pensione.

### Arma letale 4(1998)
Mentre Lorna e Rianne (la figlia di Murtaugh) sono incinte, i due agenti collaborano col detective Lee Butters (Chris Rock) per sventare un traffico di immigrati gestito dalla mafia cinese. Murtaugh accoglie in casa una famiglia cinese venuta in America per volere di un parente coinvolto con le triadi di Hong Kong, e questo porterà ai due poliziotti guai a non finire da parte di uno spietato mafioso cinese (Jet Li); a questo si aggiunge la presenza ingombrante di Leo, diventato investigatore privato. Sul fronte interno, Riggs deve gestire lo spettro della defunta moglie Victoria e la paura di sposarsi nuovamente, mentre Murtaugh teme che Butters sia un gay infatuato di lui, salvo poi scoprire che il giovanotto ha sposato Rianne in segreto ed è il padre del bebé.

### Lethal Finale(TBA)
Richard Donner aveva espresso più volte il desiderio di dirigere un quinto film della serie, per poi confermare il film; a seguito della sua morte nel luglio 2021, Mel Gibson ha confermato di essere in trattative per dirigere e recitare nel quinto film di Arma Letale.  
A giugno 2024 Gibson ha dichiarato in un'intervista che la sceneggiatura era stata completata e che avrebbe diretto il quinto capitolo del franchise di Arma letale, sostenendo che il film sarebbe rimasto fedele alla visione creativa di Donner e confermando il ritorno suo e di Danny Glover nei ruoli di Riggs e Murtaugh.

## Serie televisiva

### Lethal Weapon(2016)
Nel 2016 la Fox ha sviluppato un reboot televisivo con Clayne Crawford nel ruolo di Martin Riggs e Damon Wayans in quello di Roger Murtaugh.

## Cast e personaggi
| Personaggio         | Film               | Film               | Film               | Film               |
| Personaggio         | Arma letale        | Arma letale 2      | Arma letale 3      | Arma letale 4      |
| ------------------- | ------------------ | ------------------ | ------------------ | ------------------ |
| Martin Riggs        | Mel Gibson         | Mel Gibson         | Mel Gibson         | Mel Gibson         |
| Roger Murtaugh      | Danny Glover       | Danny Glover       | Danny Glover       | Danny Glover       |
| Leo Getz            |                    | Joe Pesci          | Joe Pesci          | Joe Pesci          |
| Lorna Cole          |                    |                    | Rene Russo         | Rene Russo         |
| Trish Murtaugh      | Darlene Love       | Darlene Love       | Darlene Love       | Darlene Love       |
| Rianne Murtaugh     | Traci Wolfe        | Traci Wolfe        | Traci Wolfe        | Traci Wolfe        |
| Nick Murtaugh       | Damon Hines        | Damon Hines        | Damon Hines        | Damon Hines        |
| Carrie Murtaugh     | Ebonie Smith       | Ebonie Smith       | Ebonie Smith       | Ebonie Smith       |
| Captain Ed Murphy   | Steve Kahan        | Steve Kahan        | Steve Kahan        | Steve Kahan        |
| Dr. Stephanie Woods | Mary Ellen Trainor | Mary Ellen Trainor | Mary Ellen Trainor | Mary Ellen Trainor |

## Videogiochi
Nel 1992, poco dopo l'uscita di Arma letale 3, la Ocean Software ha pubblicato un videogioco per vari computer e per SNES ispirato alla saga, intitolato Lethal Weapon e seguito poco dopo da un altro Lethal Weapon di genere diverso per NES e Game Boy.
Sempre nel 1992 la Data East pubblicò un flipper, Lethal Weapon 3, dedicato specificamente al film Arma Letale 3.

## Accoglienza

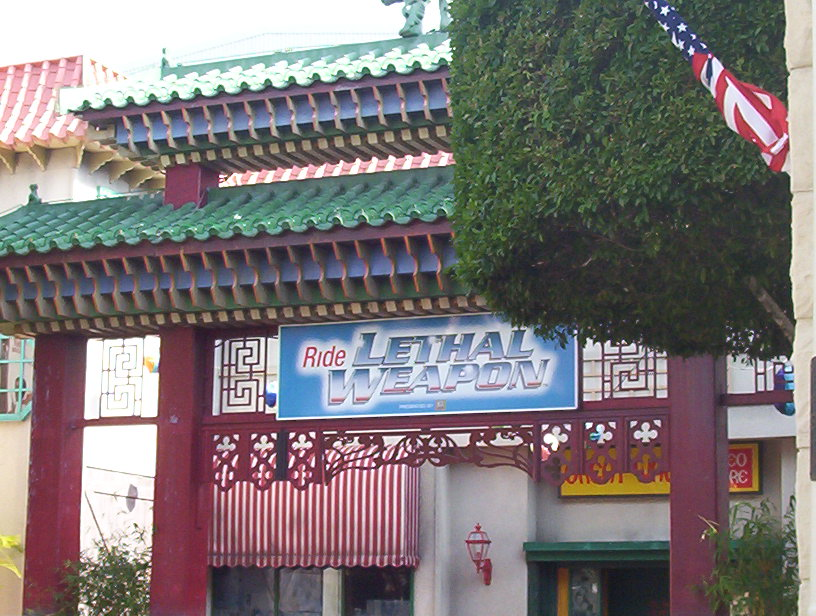
Entrata delle montagne russe dedicate ad Arma letale al Warner Bros. Movie World di Gold Coast

Il franchise è tra i più popolari nella storia del cinema e, negli anni, è diventato un cult cinematografico tanto che le quattro pellicole hanno incassato in totale 1 miliardo di dollari .